# Ezequiel Dias
Ezequiel Caetano Dias (Macaé, 11 de maio de 1880 — Belo Horizonte, 22 de outubro de 1922) foi um médico brasileiro. Foi discípulo de Oswaldo Cruz e diretor do Instituto Oswaldo Cruz de Belo Horizonte.
Seu filho, Emmanuel Dias, médico, iniciou experimentos com inseticidas para o controle de barbeiros, vetores da Doença de Chagas, principalmente a espécie Triatoma infestans. Os primeiros ensaios de controle da doença foram realizados no município de Bambuí (MG), através do Centro de Estudos e Profilaxia da Doença de Chagas, hoje chamado Posto Avançado de Estudos Emmanuel Dias (PAEED). Seu neto, João Carlos Pinto Dias, atual diretor do PAEED, continua seu legado na pesquisa da doença sendo referência mundial no controle da moléstia. No município de Bambuí ainda permanecem diferentes estudos relacionados à Doença de Chagas.
Em Belo Horizonte existe uma instituição que visa homenageá-lo por ter sido o precursor das pesquisas no Brasil (Fundação Ezequiel Dias), que realiza pesquisas a respeito de todas as epidemias em questão, como febre amarela, dengue e outras, sendo muito importante e eficaz para a produção de fármacos, realizada na própria instituição, para a população.
Faleceu aos 42 anos em 22 de outubro de 1922 após uma longa luta contra a tuberculose.